# Sherm Cohen
Sherm Cohen est un scénariste, réalisateur et artiste de storyboards américain né le 19 janvier 1965 à Los Angeles. Il a commencé comme dessinateur dans des journaux locaux. Il a fait ses débuts dans l'animation à Nickelodeon dans la série Ren et Stimpy puis pendant trois ans dans Hé Arnold ! comme artiste storyboard. En 1999, il rejoint l'équipe de Stephen Hillenburg dans la série Bob l'éponge et travaille dans la première saison comme scénariste et artiste de storyboard puis comme superviseur storyboard pour les trois saisons suivantes. Il a également fait partie de l'équipe du film Bob l'éponge, le film. Il a dispensé des cours de storyboarding à l'Entertainment Art Academy à Pasadena. Certains de ses cours ont été diffusés sur des DVD éducatifs.
Après avoir travaillé deux saisons sur Mon copain de classe est un singe, il travaille pour Walt Disney et la série à succès Phinéas et Ferb. Après la première saison, il est de retour à Nickelodeon et rejoint la série Super Bizz.

## Filmographie

### Scénario
- 1996 : Hé Arnold ! (TV)
- 1999-2000 : Bob l'éponge (TV)
- depuis 2008 : Phinéas et Ferb (TV)

### Storyboard
- 1996-1997 : Hé Arnold ! (TV)
- 1999-2005 : Bob l'éponge (TV)
- 2003 : My Life with Morrissey (vidéo)
- 2003 : Museum Scream
- 2004 : Bob l'éponge, le film
- 2007 : Mon copain de classe est un singe (TV)
- depuis 2008 : Phinéas et Ferb (TV)
- 2008-2009 : Super Bizz (TV)
- 2010 : Kick Kasskoo (Kick Buttowski: Suburban Daredevil) (TV)
- 2010-2011 : Ça bulle ! (TV)

### Réalisation
- 1998 : Hé Arnold ! (TV)
- 2003 : Johnnie Talk (TV)
- 2005-2006 : Bob l'éponge (TV)
- 2010 : Kick Kasskoo (Kick Buttowski: Suburban Daredevil) (TV)

### Artiste layout
- 1994-1996 : Ren et Stimpy (TV)